# Goura
Goura – rodzaj ptaków z podrodziny treronów (Raphinae) w rodzinie gołębiowatych (Columbidae).

## Zasięg występowania
Rodzaj obejmuje gatunki występujące na Nowej Gwinei i kilku sąsiednich wyspach.

## Morfologia
Długość ciała 66–79 cm; masa ciała 1800–2400 g.

## Systematyka

### Etymologia
- Lophyrus: gr. λοφος lophos „czub, grzebień”; φυη phuē, φυα phua „wspaniały, dostojny”[8]. Gatunek typowy: Columba cristata Pallas, 1764.
- Goura: nowogwinejska, tubylcza nazwa Goura lub Guria dla korońców[9].
- Ptilophyrus: gr. πτιλον ptilon „pióro”; φυη phuē, φυα phua „wspaniały, dostojny”[10]. Nowa nazwa dla Lophyrus Vieillot, 1816.
- Megapelia: gr. μεγας megas, μεγαλη megalē „wielki”; πελεια peleia „gołąb”[11]. Nowa nazwa dla Lophyrus Vieillot, 1816.

### Podział systematyczny
Do rodzaju należą następujące gatunki:
- Goura cristata (Pallas, 1764) – koroniec siodłaty
- Goura sclaterii Salvadori, 1876 – koroniec rdzawoskrzydły – takson wyodrębniony ostatnio z G. scheepmakeri[13][14]
- Goura scheepmakeri Finsch, 1876 – koroniec błękitny
- Goura victoria (Fraser, 1844) – koroniec plamoczuby